# Cloeodes danta
Cloeodes danta is een haft uit de familie Baetidae. De wetenschappelijke naam van de soort werd voor het eerst geldig gepubliceerd in 2020 door Vásquez-Bolaños, Sibaja-Araya en Guevara-Mora.
De soort komt voor in het Costa Rica.